# Aglaoapis brevipennis
Aglaoapis brevipennis là một loài Hymenoptera trong họ Megachilidae. Loài này được Cameron mô tả khoa học năm 1901.